# Thorectes albarracinus
Thorectes albarracinus is een keversoort uit de familie mesttorren (Geotrupidae). De wetenschappelijke naam van de soort werd in 1928 gepubliceerd door Wagner.